# Тетяна Захарова (борчиня)
Тетяна Захарова (каз. Татьяна Захарова; нар. 7 листопада 1989) — казахська борчиня вільного стилю, дворазова бронзова призерка чемпіонатів Азії.

## Життєпис
Боротьбою почала займатися з 2006 року. У 2009 році стала бронзовою призеркою чемпіонату Азії серед юніорів.
Виступала за борцівський клуб Астани. Тренери — Сагиндик Бейсенбаєв, Ноан Жаксимбеков, Саршен Жаксимбеков.

## Спортивні результати на міжнародних змаганнях

### Виступи на Чемпіонатах світу
| Змагання                        | Збірна    | Вагова категорія          | Місце |
| ------------------------------- | --------- | ------------------------- | ----- |
| Чемпіонат світу з боротьби 2010 | Казахстан | жіноча боротьба, до 63 кг | 12    |
| Чемпіонат світу з боротьби 2011 | Казахстан | жіноча боротьба, до 67 кг | 12    |

### Виступи на Чемпіонатах Азії
| Змагання                       | Збірна    | Вагова категорія          | Місце  |
| ------------------------------ | --------- | ------------------------- | ------ |
| Чемпіонат Азії з боротьби 2011 | Казахстан | жіноча боротьба, до 67 кг | Бронза |
| Чемпіонат Азії з боротьби 2012 | Казахстан | жіноча боротьба, до 63 кг | Бронза |

### Виступи на Кубках світу
| Змагання                    | Збірна    | Вагова категорія          | Місце |
| --------------------------- | --------- | ------------------------- | ----- |
| Кубок світу з боротьби 2011 | Казахстан | жіноча боротьба, до 63 кг | 10    |

### Виступи на інших змаганнях
| Змагання                                       | Збірна    | Вагова категорія          | Місце  |
| ---------------------------------------------- | --------- | ------------------------- | ------ |
| Золотий Гран-прі з боротьби 2011 (Баку)        | Казахстан | жіноча боротьба, до 67 кг | 5      |
| Золотий Гран-прі з боротьби 2012 (Красноярськ) | Казахстан | жіноча боротьба, до 67 кг | Бронза |
| Гран-прі «Харі Рам» 2012                       | Казахстан | жіноча боротьба, до 72 кг | 5      |

### Виступи на змаганнях молодших вікових груп
| Змагання                                      | Збірна    | Вагова категорія          | Місце  |
| --------------------------------------------- | --------- | ------------------------- | ------ |
| Чемпіонат Азії з боротьби серед юніорів 2008  | Казахстан | жіноча боротьба, до 63 кг | 5      |
| Чемпіонат Азії з боротьби серед юніорів 2009  | Казахстан | жіноча боротьба, до 63 кг | Бронза |
| Чемпіонат світу з боротьби серед юніорів 2009 | Казахстан | жіноча боротьба, до 59 кг | 16     |